# Narcisse (athlète)
Pour les articles homonymes, voir Narcisse.
Narcisse (en latin, Narcissus) était un athlète,, plus précisément un lutteur, du IIe siècle. Il assassina l'empereur romain Commode en 192.

## Histoire
Athlète et lutteur, l'esclave Narcisse est surtout connu pour être l'assassin de l'empereur romain Commode, par qui il était employé comme partenaire de lutte, et entraîneur personnel au maniement des armes afin de lui permettre ses apparitions en tant que gladiateur lors de combats arrangés dans l'enceinte du Colisée. Dans les dernières années de son règne, Commode, paranoïaque, multiplie alors les purges, en particulier à l'encontre de ses proches qu'il soupçonne de vouloir le renverser. En 192, Narcisse est ainsi recruté par le préfet du prétoire, Quintus Aemilius Laetus, le chambellan impérial, Eclectus, et sa concubine Marcia. Ces derniers étaient en effet menacés de tomber en disgrâce et auraient donc décidé de prendre les devants.
Le 31 décembre 192, Marcia, concubine de Commode et conspiratrice, introduit Narcisse dans la chambre de l'empereur (Villa des Quintili sur la Via Appia). On pense que Marcia avait auparavant drogué, voire empoisonné, Commode qui, pris de vomissements, part reprendre ses esprits dans son bain. Narcisse étrangle ensuite son maître, probablement dans son bain,.

## Filmographie
- Narcisse est un des personnages principaux de la série documentaire Roman Empire: Le règne du sang produite par Netflix et diffusée en  2016.